# David Nalbandian
David Nalbandian (født 1. januar 1982 i den lille by Unquillo i Córdoba provinsen, Argentina) er en argentinsk tennisspiller, der blev professionel i 2000. Han har igennem sin karriere (pr. september 2010) vundet elleve singletitler, og hans højeste placering på ATP's verdensrangliste er en 3. plads, som han opnåede i marts 2006.

## Grand Slam
Nalbandians bedste Grand Slam-resultat i singlerækkerne kom ved Wimbledon, hvor han i 2002 spillede sig frem til finalen. Her var han dog chanceløs mod australieren Lleyton Hewitt, der vandt i 3 sæt. Han har desuden været i semifinaler i de tre øvrige Grand Slam-turneringer.

## Titler
- 2002: Estoril Open
- 2002: Davidoff Swiss Indoors
- 2005: BMW Open
- 2005: ATP World Tour Finals
- 2006: Estoril Open
- 2007: Madrid Masters
- 2007: Paris Masters
- 2008: ATP Buenos Aires
- 2008: ATP Stockholm
- 2009: Medibank International
- 2010: Legg Mason Tennis Classic